# Sidorenkite
La sidorenkite è un minerale.